# Hiperoartis
Els hiperoartis (Hyperoartia) són una classe de peixos sense mandíbules (àgnats) que inclou les llampreses modernes i els seus parents fòssils. Alguns exemples d'hiperoartis del registre fòssil més antics són Endeiolpeis i Euphanerops, peixos que van viure al Devonià superior.

## Taxonomia

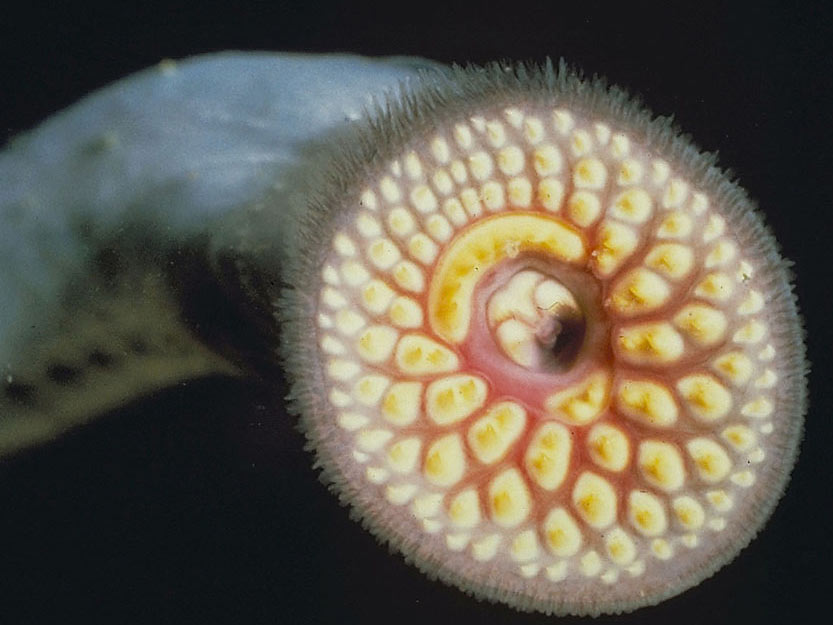
Boca d'una llampresa en la que s'observem els diferents cercles de dents concèntrics i la llengua. Ambdues estructures son còrnies.

Dins els Hyperoartia s'inclouen les llampreses modernes i els seus immediats avantpassats; totes les espècies actuals, unes 40, pertanyen a l'ordre Petromyzontiformes:
- Gèneres basales

-  ?Legendrelepis †

- Ordre Petromyzontiformes

-  ?Hardistiella †
- Mayomyzon †
-  ?Pipiscius †
- Priscomyzon †
- Mesomyzon †
- Família Geotriidae

- Geotria

- Geotria australis (J. E. Gray,1851)

- Família Mordaciidae

- Mordacia

- Mordacia lapicida (J. E. Gray, 1851)
- Mordacia mordax (J. Richardson, 1846)
- Mordacia praecox (Potter, 1968)

- Família Petromyzontidae